# Friedrich Moch
Friedrich Moch (* 12. April 2000 in Memmingen) ist ein deutscher Skilangläufer.

## Werdegang
Moch, der für den WSV Isny und seit August 2018 für das Zoll-Ski-Team  startet, begann im Alter von 12 Jahren mit dem Skilanglauf und nahm von 2016 bis 2020 vorwiegend an U18 und U20-Rennen im Alpencup teil. Dabei belegte er in der Saison 2018/19 den fünften Platz und in der Saison 2019/20 den dritten Platz in der U20-Gesamtwertung. Bei den Junioren-Weltmeisterschaften 2018 in Goms lief er auf den 21. Platz über 10 km klassisch und jeweils auf den fünften Rang im Skiathlon und mit der Staffel. Im folgenden Jahr gewann er bei den Junioren-Weltmeisterschaften 2019 in Lahti die Bronzemedaille mit der Staffel. Zudem errang er dort den 18. Platz im 30-km-Massenstartrennen und den fünften Platz über 10 km Freistil. In der Saison 2019/20 startete er in Oberstdorf erstmals im Weltcup und verpasste dabei mit dem 31. Platz im Skiathlon nur knapp die Punkteränge. Im Februar 2020 wurde er dort deutscher Meister über 15 km Freistil. Bei den Junioren-Weltmeisterschaften 2020 in Oberwiesenthal gewann er über 10 km klassisch und im 30-km-Massenstartrennen jeweils die Silbermedaille. Zudem errang er dort den siebten Platz mit der Staffel. Im Dezember 2020 holte er in Davos, nach Platz 44 beim Ruka Triple, mit dem 22. Platz über 15 km Freistil seine ersten Weltcuppunkte. Im folgenden Monat gelang ihm in Lahti mit Platz zehn im Skiathlon seine erste Top-Zehn-Platzierung im Weltcup. Bei den U23-Weltmeisterschaften 2021 in Vuokatti wurde er Sechster mit der Staffel und holte über 15 km Freistil die Silbermedaille. Seine besten Platzierungen beim Saisonhöhepunkt, den nordischen Skiweltmeisterschaften 2021 in Oberstdorf, waren der 20. Platz im 50-km-Massenstartrennen und den siebten Rang mit der Staffel. Zum Saisonende kam er in Pokljuka auf den zweiten und ersten Rang und erreichte damit den dritten Platz in der Gesamtwertung des Alpencups.
In der Saison 2021/22 kam Moch elfmal in die Punkteränge und errang bei der Tour de Ski 2021/22 den 14. Platz. Dabei erreichte er bei der Schlussetappe im Fleimstal mit dem dritten Platz seine erste Podestplatzierung im Weltcup. Bei den Olympischen Winterspielen 2022 in Peking belegte er den 31. Platz im 50-km-Massenstartrennen, den 13. Rang im Skiathlon sowie zusammen mit Janosch Brugger, Florian Notz und Lucas Bögl den fünften Platz in der Staffel. Die Saison beendete er auf dem 29. Platz im Gesamtweltcup. Bei den nordischen Skiweltmeisterschaften 2023 in Planica erreichte Moch im Skiathlon den siebten Platz, über 15 km Freistil wurde er Achter. In der Staffel gewann Moch die Bronze-Medaille.

## Teilnahmen an Weltmeisterschaften und Olympischen Winterspielen

### Olympische Spiele
- 2022 Peking: 5. Platz Staffel, 13. Platz 30 km Skiathlon, 31. Platz 50 km Freistil Massenstart

### Nordische Skiweltmeisterschaften
- 2021 Oberstdorf: 7. Platz Staffel, 20. Platz 50 km klassisch Massenstart, 24. Platz 15 km Freistil, 38. Platz 30 km Skiathlon
- 2023 Planica: 3. Platz Staffel, 7. Platz Teamsprint Freistil, 7. Platz 30 km Skiathlon, 8. Platz 15 km Freistil
- 2025 Trondheim: 8. Platz Staffel,  10. Platz 20 km Skiathlon, 15. Platz 50 km Freistil Massenstart, 25. Platz 10 km klassisch

## Siege bei Continental-Cup-Rennen
| Nr. | Datum         | Ort      | Disziplin                   | Serie    |
| --- | ------------- | -------- | --------------------------- | -------- |
| 1.  | 14. März 2021 | Pokljuka | 15 km Freistil Verfolgung 1 | Alpencup |

## Statistik

### Weltcup-Platzierungen
Die Tabelle zeigt die erreichten Platzierungen im Einzelnen.
- 1.–3. Platz: Anzahl der Podiumsplatzierungen
- Top 10: Anzahl der Platzierungen unter den ersten zehn
- Punkteränge: Anzahl der Platzierungen innerhalb der Punkteränge
- Starts: Anzahl gelaufener Rennen in der jeweiligen Disziplin
- Hinweis: Bei den Distanzrennen erfolgt die Einordnung gemäß FIS.

| Platzierung               | Distanzrennen a | Distanzrennen a | Distanzrennen a | Distanzrennen a | Distanzrennen a | Skiathlon Verfolgung | Sprint | Etappen- rennen b | Gesamt | Team   | Team    |
| Platzierung               | ≤ 5 km          | ≤ 10 km         | ≤ 15 km         | ≤ 30 km         | > 30 km         | Skiathlon Verfolgung | Sprint | Etappen- rennen b | Gesamt | Sprint | Staffel |
| ------------------------- | --------------- | --------------- | --------------- | --------------- | --------------- | -------------------- | ------ | ----------------- | ------ | ------ | ------- |
| 1. Platz                  |                 |                 |                 |                 |                 |                      |        |                   |        |        |         |
| 2. Platz                  |                 | 1               |                 |                 |                 |                      |        | 1                 | 2      |        |         |
| 3. Platz                  |                 | 2               |                 |                 |                 |                      |        |                   | 2      |        | 1       |
| Top 10                    |                 | 9               | 2               | 5               | 1               | 6                    |        | 3                 | 26     |        | 6       |
| Punkteränge               |                 | 19              | 8               | 14              | 3               | 11                   | 4      | 4                 | 63     |        | 6       |
| Starts                    |                 | 19              | 13              | 14              | 3               | 13                   | 16     | 5                 | 83     |        | 6       |
| Stand: Saisonende 2024/25 |                 |                 |                 |                 |                 |                      |        |                   |        |        |         |

### Weltcupwertungen
| Saison  | Gesamt | Gesamt | Distanz | Distanz | Sprint | Sprint |
| Saison  | Punkte | Platz  | Punkte  | Platz   | Punkte | Platz  |
| ------- | ------ | ------ | ------- | ------- | ------ | ------ |
| 2020/21 | 54     | 69.    | 54      | 49.     | -      | -      |
| 2021/22 | 213    | 29.    | 141     | 24.     | -      | -      |
| 2022/23 | 786    | 21.    | 565     | 13.     | 14     | 102.   |
| 2023/24 | 1305   | 6.     | 1016    | 6.      | 4      | 123.   |
| 2024/25 | 1004   | 12.    | 779     | 11.     | -      | -      |